# Капелла (коллектив)
Капелла (позднелат. capella, итал. cappella) — небольшой музыкальный ансамбль, первоначально только вокальный, ныне — также инструментальный.

## Исторический очерк
В эпоху средневековья — профессиональный хор певчих, получивший своё название по помещению, в котором располагался: в католической и англиканской архитектуре капеллой называлось небольшое сооружение (часовня) или отдельное помещение в храме, в боковом нефе. Первые известные свидетельства специфически музыкального употребления слова capella относятся к 1336 году, когда словосочетание magister capellae (руководитель капеллы, капельмейстер) употреблено по отношению к капелле Бенедикта XII в Авиньоне.
С развитием инструментальной музыки в эпоху Возрождения и в эпоху барокко капеллы превратились в смешанные ансамбли (певцов и инструменталистов) при церквах и дворах — королевских, княжеских и т. д.
В дальнейшем капеллами назывались и многие оркестры — придворные, театральные, городские. Некоторые инструментальные коллективы и по сей день носят название «капелла» (например, Дрезденская государственная капелла) как дань исторической памяти; в сущности же являются обычными симфоническими оркестрами.
Крупнейшей русской (хоровой) капеллой была Придворная певческая капелла (Государственная академическая капелла Санкт-Петербурга).
Капеллами называются также оркестры особого состава: военная капелла, джазовая капелла.

## Пение a capella
Поскольку капеллы изначально были исключительно хоровыми, пением a capella и в настоящее время именуется пение без инструментального сопровождения.
Исторически сложившаяся традиция православного пения a capella и преимущественно хоровой характер русского музыкального фольклора обусловили исключительное значение хоровой музыки в русской культуре (Знаменный распев, Строчное пение, Партесное пение, Кант, Концерт). К высшим художественным достижениям доклассического периода относятся хоровые концерты, авторами которых являлись Бортнянский Д., Березовский М., Дегтярёв С., Ведель А..